# Sandra Bjurman
Sandra Maria Elisabeth Bjurman Ivarsson, tidigare endast Bjurman i efternamn, född 20 mars 1980, är en svensk låtskrivare som deltagit i Eurovision Song Contest.
2011 var Bjurman en av låtskrivarna till Azerbajdzjans bidrag "Running Scared" som vann tävlingen.

## Melodifestivalen
I Melodifestivalen 2013 var Bjurman en av låtskrivarna till "Only the Dead Fish Follow the Stream" som framfördes av Louise Hoffsten.

## Diskografi i urval
- "Drip Drop" (Azerbajdzjan, 2010)
- "Running Scared" (Azerbajdzjan, 2011)
- "When the Music Dies" (Azerbajdzjan, 2012)
- "Only the Dead Fish Follow the Stream" (Melodifestivalen 2013)
- "Tick-Tock" (Ukraina 2014)
- "Hour of the Wolf" (Azerbajdzjan, 2015)
- "Skeletons" (Azerbajdzjan, 2017)
- "X My Heart" (Azerbajdzjan, 2018)